# Joseph Papin
Pour les articles homonymes, voir Papin.
Joseph Papin (14 décembre 1825 - 23 février 1862) est un avocat et homme politique canadien-français. Il est élu à l'Assemblée législative de la province du Canada et participe à la fondation de l'Institut canadien de Montréal.

## Biographie
Joseph Papin est né à L'Assomption, dans la province du Bas-Canada, en 1825. Il est fils d'un fermier et étudie au Petit Séminaire de Montréal puis au Collège de L'Assomption. Papin fait son stage en droit avec Joseph-Ferréol Pelletier avant d'intégrer le barreau comme avocat en 1846.
Il participe à la fondation de l'Institut canadien de Montréal en 1844, dont il est le président en 1847. Parallèlement, il contribue également au journal L'Avenir. Il signe le manifeste de l'Association pour l'annexion de 1849 prônant l'annexion du Canada aux États-Unis tout en prenant part au mouvement d'abolition du régime seigneurial.
En 1851, il participe avec Jean-Baptiste-Éric Dorion, Antoine-Aimé Dorion, Joseph Doutre et Joseph-Guillaume Barthe, à la campagne de Louis-Joseph Papineau, l'un des fondateurs du Parti rouge, pour les élections provinciales qu'il perd avant finalement d'être élu député en 1852. De son côté, Papin siège au conseil municipal de Montréal en 1853 et 1854, année au cours de laquelle il est élu à l'Assemblée législative de la province du Canada pour L'Assomption en soutenant le Parti rouge (aussi appelé le « parti démocratique »). En tant que député, il a proposé la création d'un système scolaire qui ne serait pas basé sur les confessions religieuses.
Ayant été battu aux élections législatives de 1858, il retourne à la pratique du droit. En 1857, il épouse Sophie Homier, la fille d'un membre du conseil municipal et, en 1858, il devient l'avocat de la ville de Montréal. Il meurt d'un cancer en 1862 et est enterré à Montréal.
En 1868, sa veuve épouse Ferdinand David, qui siège au conseil municipal de Montréal et à l'Assemblée législative du Québec. Sa fille, Marie-Louise, épouse un médecin du nom de Gaspard Archambault et est la mère de prêtre jésuite Joseph-Papin Archambault. Sa belle-soeur, Léocadie Homier, est l'épouse de Alexandre Archambault, qui est également devenu un membre de l'Assemblée législative.

## Sources
- Laurent-Olivier David, Biographies et portraits, Montréal, 1876
- Joseph-Papin Archambault, La famille Papin (1653–1953), Montréal, 1953
- Biographie de Joseph Papin